# 飯島町 (横浜市)
飯島町（いいじまちょう）は、横浜市栄区の町名。丁番を持たない単独町名である。住居表示未実施。

## 地理
栄区の西部に位置し、北は栄区長沼町・戸塚区下倉田町、東は栄区本郷台、南は栄区小菅ケ谷・笠間、西は柏尾川を挟み栄区長尾台町・田谷町・金井町と戸塚区戸塚町に接する。町の中部を南北に県道大船停車場矢部線、町の西部を南北にJR東海道線・横須賀線、南部を東西にJR根岸線が通るが町内に駅はなく、大船駅・戸塚駅・本郷台駅から路線バスを利用する。西部に1,150世帯が入居する飯島団地があり、東側には本郷台にまたがり面積5.7haの飯島市民の森が広がる。南東部にはタツノなどの工場が点在する。

### 字
樋ノ口、内広地、外広地、滝ケ久保、久保、殿ケ谷、久保台、長谷久保、滝ノ前、井戸久保、打越、長谷、広ケ谷、南谷、下坂、三ノ宮、宮ノ前、五反田、平台、大地原、夫ころし、植木原、魚ケ谷、北ケ谷

### 地価
住宅地の地価は、2025年（令和7年）1月1日の公示地価によれば、飯島町字滝ケ久保1773番85の地点で15万6000円/m²、飯島町字長谷1398番81の地点で16万3000円/m²となっている。

## 歴史

### 沿革
1889年（明治22年）に成立した鎌倉郡豊田村の中心地で、1915年（大正4年）に豊田村と長尾村が合併、豊田村大字飯島となる。1939年（昭和14年）4月1日に横浜市戸塚区に編入され、戸塚区飯島町が新設された。飯島の地名は栄区の資料だと丘陵を意味しているが、実際は縄文時代にこの辺りは海だったので、実際の島が語源である。藤沢湾から大船入江・戸塚入江と呼ばれた海が続いていて、飯島はそこにあった島であった。1968年6月28日に日本住宅公団（当時）飯島団地完成、同年7月16日に飯島郵便局が開局した。1969年に横浜市立飯島小学校、1981年に横浜市立飯島中学校開校。1972年に、横浜市の市民の森第1号の飯島市民の森開園。1973年頃から飯島団地より西側の造成工事が始まり、1978年に完成し、ハザマ地所がひかりが丘団地として建売住宅の分譲販売をした（飯島「ひかりが丘」地区）。1986年に、分区により栄区飯島町となる。1982年に根岸線の南側、東海道線の東側に神奈川県立豊田高等学校が開校したが、2003年に廃校となった。1989年（平成元年）8月21日、住居表示（栄区小菅ケ谷町・飯島地区）の実施に伴い、飯島町の一部を新設された本郷台一丁目、本郷台二丁目、本郷台三丁目、本郷台四丁目に編入する。1994年（平成6年）9月26日、住居表示（小菅ケ谷第一次地区）の実施に伴い、小菅ケ谷町との境界を変更し、飯島町の一部を新設された小菅ケ谷二丁目に編入する。2000年（平成12年）10月23日、住居表示（栄区笠間町地区）の実施に伴い、笠間町の一部を編入する。

## 世帯数と人口
2025年（令和7年）6月30日現在（横浜市発表）の世帯数と人口は以下の通りである。
| 町丁   | 世帯数    | 人口     |
| ------ | --------- | -------- |
| 飯島町 | 6,616世帯 | 13,612人 |

### 人口の変遷
国勢調査による人口の推移。
| 年                 | 人口   |
| ------------------ | ------ |
| 1995年（平成7年）  | 12,448 |
| 2000年（平成12年） | 12,533 |
| 2005年（平成17年） | 14,467 |
| 2010年（平成22年） | 14,165 |
| 2015年（平成27年） | 14,167 |
| 2020年（令和2年）  | 13,893 |

### 世帯数の変遷
国勢調査による世帯数の推移。
| 年                 | 世帯数 |
| ------------------ | ------ |
| 1995年（平成7年）  | 4,275  |
| 2000年（平成12年） | 4,570  |
| 2005年（平成17年） | 5,440  |
| 2010年（平成22年） | 5,572  |
| 2015年（平成27年） | 5,790  |
| 2020年（令和2年）  | 6,001  |

## 学区
市立小・中学校に通う場合、学区は以下の通りとなる（2024年11月時点）。
| 番地 | 小学校                 | 中学校               |
| --- | ---------------------- | -------------------- |
| 1382番地の1、1383番地の11、2255番地、2325番地 2887番地の1、2891〜2916番地、2924番地の1 2925番地の5 | 横浜市立小菅ケ谷小学校 | 横浜市立豊田中学校   |
| 1371〜1381番地、1382番地の2〜1383番地の10 1383番地の12〜1452番地、1453番地の2〜終り 1454番地の2〜1457番地、 1458番地の2〜1502番地 2152〜2250番地、2266〜2317番地、2368〜2370番地 2382〜2474番地、2476〜2493番地、2530〜2536番地 2545番地、2813番地の20〜23、2818番地の78〜91 2854〜2886番地、2887番地の2〜2890番地 2917〜2922番地、2928番地 | 横浜市立小菅ケ谷小学校 | 横浜市立飯島中学校   |
| 1339番地 | 横浜市立豊田小学校     | 横浜市立飯島中学校   |
| 1〜265番地、267〜275番地、276番地の5〜1338番地 1340〜1370番地、1453番地の1、1454番地の1 1458番地の1、1503〜1874番地、1879番地の19・79 1880〜1882番地、1884番地〜1922番地の2 1922番地の30〜2027番地の2、2027番地の4〜2062番地 2065番地〜2151番地                                                                                             | 横浜市立飯島小学校     | 横浜市立飯島中学校   |
| 1875〜1878番地、1879番地の80、1883番地 2063〜2064番地 | 横浜市立西本郷小学校   | 横浜市立飯島中学校   |
| 266番地の2〜29・31〜32・36〜終り、276番地の2〜4 1879番地の4〜18・20〜78・81〜終り 1922番地の3〜29、3400番地以降 | 横浜市立西本郷小学校   | 横浜市立西本郷中学校 |

## 事業所
2021年（令和3年）現在の経済センサス調査による事業所数と従業員数は以下の通りである。
| 町丁   | 事業所数  | 従業員数 |
| ------ | --------- | -------- |
| 飯島町 | 223事業所 | 2,192人  |

### 事業者数の変遷
経済センサスによる事業所数の推移。
| 年                 | 事業者数 |
| ------------------ | -------- |
| 2016年（平成28年） | 205      |
| 2021年（令和3年）  | 223      |

### 従業員数の変遷
経済センサスによる従業員数の推移。
| 年                 | 従業員数 |
| ------------------ | -------- |
| 2016年（平成28年） | 1,909    |
| 2021年（令和3年）  | 2,192    |

## 交通
- 神奈川県道203号大船停車場矢部線

## 施設
- 横浜市立飯島中学校
- 横浜市立飯島小学校
- 横浜飯島郵便局[25]
- 栄警察署 豊田交番

## その他

### 日本郵便
- 郵便番号 : 244-0842[3]（集配局：戸塚郵便局[26]）

### 警察
町内の警察の管轄区域は以下の通りである。
| 番・番地等 | 警察署   | 交番・駐在所 |
| ---------- | -------- | ------------ |
| 全域       | 栄警察署 | 豊田交番     |